# Kalendarium historii Snopkowa
Snopków w roku 1409 pisany także Snopcov, Snopkow, 8 km NW od Lublina . – wieś w Polsce położona w województwie lubelskim, w powiecie lubelskim, w gminie Jastków
Wieś historycznie położona w  powiecie i parafii lubelskiej

## Topografia i granice
- 1417 graniczy  z Nasutowem[2]
- 1419 z Jakubowicami i Krasieninem[3]
- 1420, 1428 z Jakubowicami[4]

## Kalendarium wieku XV
Wieś była własnością szlachecką.
- 1409 dziedzicem był Jan z Jastkowa[5] i Marcin[6]
- 1413–18 dziedzicem Goworko-Goworek z Snopkowa z rodu Rawiczów[7]
- 1413–14 w działach występuje Piechna żona Goworka[8]
- 1417–20 dziedzicem Piotr Jastkowski[9] w roku 1420 tenże zastawia 8 kmieci w Snopkowie Małgorzacie z Ciszycy (powiat sandomierski) za 60 grzywien[10]
- 1418 dziedzicem był ks. Marcin z Czechowa pleban lubelski[11]
- 1428 dziedzicem zostaje Mikołaj Cebulka z Czechowa (1380-1456, sekretarz księcia Witolda, dyplomata)[12]
- 1441–52 dziedzicem  Jan z Jastkowa (AS II 166)[13]
- 1450 Jan z Jastkowa – dziedzic  odkupuje sołectwo w Snopkowie od wójta Jakuba[14]
- 1443 w działach występuje Abraham z Snopkowa[15]
- 1453–70 Jakub ze Snopkowa[16]
- 1454 tenże Jakub zapisuje żonie Annie 100 grzywien wiana na Snopkowie[17]
- 1455 znany jest Grzegorz wójt ze Snopkowa (Acta Officialia w Archiwum Diecezjalnym w Lublinie II 78)
- 1456 Jakub syn Jana Mazura z Snopkowa i jego żona Anna (Acta Officialia w Archiwum Diecezjalnym w Lublinie II 104-5)
- 1466 w działach Anna żona Jakuba[18]
- 1470 w działach Jadwiga żona Jakuba z S.[19]
- 1451–54 Mikołaj z Snopkowa[20]
- 1456–59 Połowa wsi Snopków powyżej młyna należy do Wojciecha Cebulki z Czechowa[21]
- 1458 w dokumentach wspomniano o pracowitym Bartłomieju ze Snopowa (AKH V 138)
- 1463 w dziale rodzinnym Snopków przypada Małgorzacie[22]
- 1464 w działach występują Małgorzata ze Snopkowa i jej mąż Rafał Ostrowski[23]
- 1462 Mikołaj Mychowski tenutariusz w Snopkowie[24]
- 1463 Mikołaj Orzechowski tenutariusz w Snopkowie[25]
- 1464 Andrzej ze Snopkowa[26]
- 1466 dziedzicami byli Jakub, Jan, Elżbieta, Marusza, Anna, Jadwiga[27]
- 1466 szlachetna Małgorzata wdowa po szlachetnym Jakubie, wójcina w S.[28]
- 1487 dział między synami Rafała Ożarowskiego: najstarszemu Janowi przypada  między innymi 12 kmieci na łanach w Snopkowie, Mikołajowi 2 3/4 łanów dworskich, 6 1/2 ł. kmiecych osiadłych i 1 łan pusty, karczma z 1/2 łanem, 1/2 stawu, młyna i gaju, Stanisławowi łany osiadłe i puste przy granicy Jakubowic, 1/2 stawu, młyna i gaju[29]
- 1496 dziedzicami Jan i Mikołaj Ożarowscy (Archiwum Główne Akt Dawnych w Warszawie ar. 6740, 7353)
- 1503 dziedzicami byli Jan i Stanisław Ożarowscy (Archiwum Sanguszków t.II 227)
- 1531–33 w rejestrze odnotowano pobór z części Rafała Ożarowskiego 6 łanów i młyna, części Jakuba Ożarowskiego 4 łanów i młyna (Rejestr Poborowy)

Wieś płaci dziesięcinę i tak:
- 1470–80 dziesięcina snopowa z całej wsi wartości do 4 grzywien oddawana plebanowi lubelskiemu (Jan Długosz L.B. t. II 539)
- 1529 dziesięcina z obu folwarków wartości 3 fertony oddawana plebanowi lubelskiemu, z pewnych ról zaś o wartości 2 grzywny 47 groszy biskupowi (Liber Retaxationum 34, 429)